# Vilaverdense FC
El Lank FC Vilaverdense es un equipo de fútbol de Portugal que a partir de la temporada 2025-26 jugará en la Campeonato de Portugal, la cuarta categoría del Fútbol en Portugal.

## Historia
Fue fundado en el año 1953 en la ciudad de Vila Verde en el distrito de Braga con el nombre Vilaverdense FC, y está afiliado a la Asociación de Fútbol de Braga, por lo que ha participado en la Copa de Braga y en la Copa de Portugal en varias ocasiones. Nunca han jugado en la Primeira Liga.
En 2020 el nombre y escudo del club fueron cambiados luego de la adquisición del 90% de las acciones del club por parte de Länk, los cuales han generado controversia en los aficionados del club.

## Palmarés
- Segunda División de Braga: 1

2010/11
- Copa de la Región de Braga: 5

1988/89, 1990/91, 1992/93, 1997/98, 2009/10

## Jugadores

### Jugadores destacados
- Vasil Shkurti